# Siagne
El Siagne és un riu curt de França que desemboca en el mar Mediterrani a Mandelieu-la-Napoule. Neix a l'oest del departament dels Alps Marítims, a la comuna de Saint Vallier-de-Thiey, a prop del llogarret de Bail, just al costat del límit amb Var. La seva longitud és de 44,4 km i drena una petita conca de 550 km². El Siagne dibuixa en parts del seu curs el límit entre Var i els Alps Marítims. A través del Canal de la Siagne es proporciona aigua potable a les ciutats de Grass i Canes.